# Bredhornad smalpraktbagge
Bredhornad smalpraktbagge (Agrilus laticornis) är en skalbaggsart som först beskrevs av Johann Karl Wilhelm Illiger 1803.  Bredhornad smalpraktbagge ingår i släktet Agrilus, och familjen praktbaggar. Enligt den finländska rödlistan är arten sårbar i Finland. Enligt den svenska rödlistan är arten nära hotad i Sverige. Arten förekommer i Götaland, Gotland, Öland och Svealand. Artens livsmiljö är lundskogar.